# Лімасольське солоне озеро
Лімасольське солоне озеро (також відоме як Солоне озеро Акротирі) — найбільша внутрішня водойма на острові Кіпр, в Акротирі і Декелія, заморській території Великої Британії.

## Опис
Озеро розташоване на південний захід від великого міста Лімасол і має дзеркало поверхні 10,65 км2. Його найнижча точка знаходиться на 2,7 метра нижче рівня моря, а в найглибшій точці глибина становить близько одного метра. Геологи припускають, що озеро є залишком колишньої морської протоки та утворилося в результаті поступового приєднання морського острівця біля південного узбережжя Кіпр внаслідок перекриття цієї морскої протоки наносами річок Куріс з заходу та Гаріліс зі сходу
Саме озеро вважається одним із найважливіших водно-болотних угідь східного Середземномор'я. Мілководдя озера (більше половини озера має менше 30 см глибини) приваблює тисячі болотних птахів, які використовують його як зупинку під час міграційних сезонів між Африкою та Європою. За оцінками BirdLife International, від 2 000 до 20 000 великих фламінго (Phoenicopterus roseus) проводять зимові місяці на озері.
Це солоне озеро знаходиться на території Акротирі і Декелія, британської заморської території на острові Кіпр, яка керується як суверенна база. Воно розташоване у Західній суверенній базі.
У 2003 році міністерство оборони Великої Британії викликало певні суперечки, побудувавши дві гігантські антени як частину своєї мережі радіопостів на Близькому Сході.
Місцеві та європейські екологи стурбовані тим, що близькість постів прослуховування до цієї екосистеми може мати значний вплив на дику природу.

## Галерея

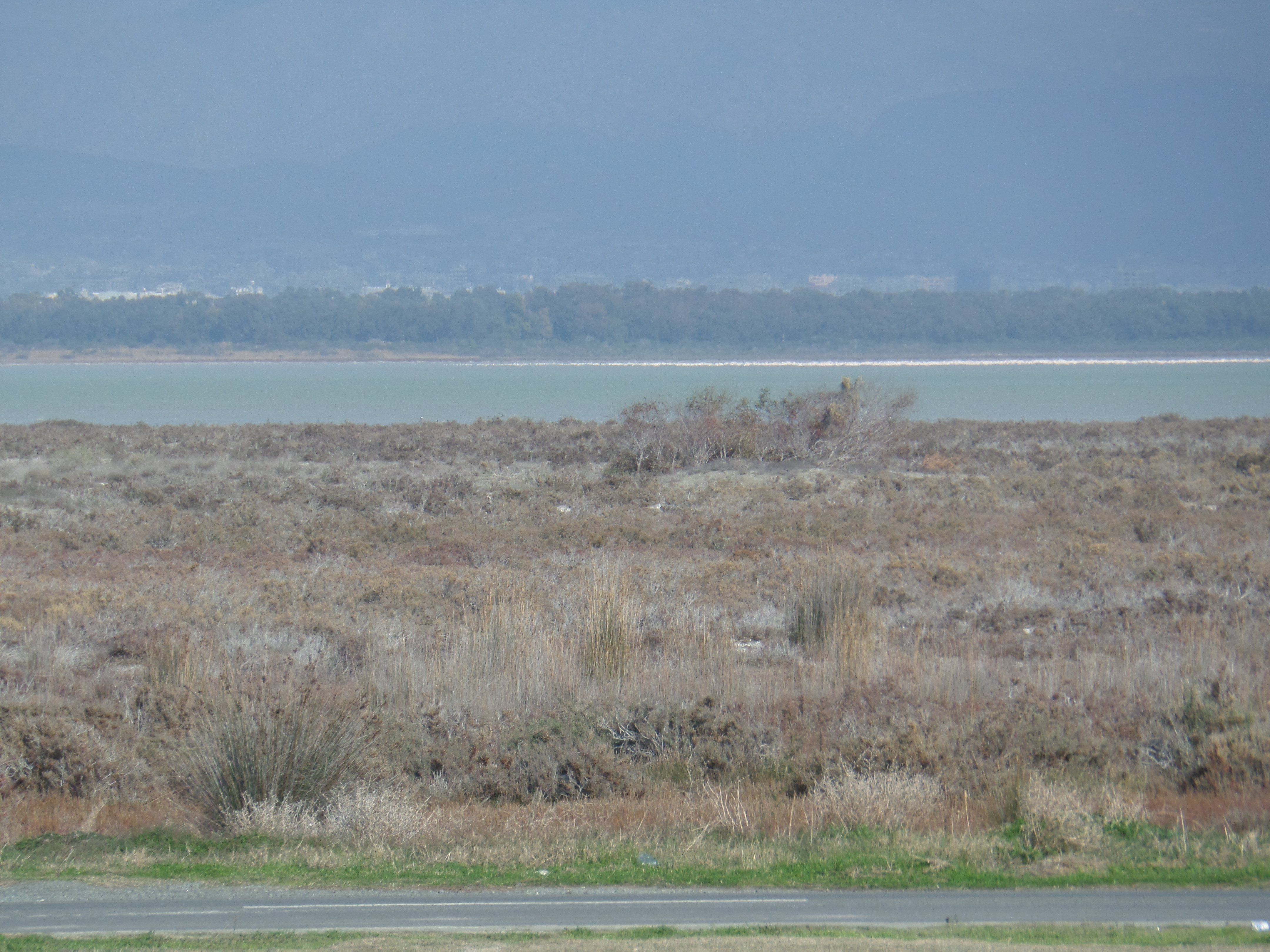
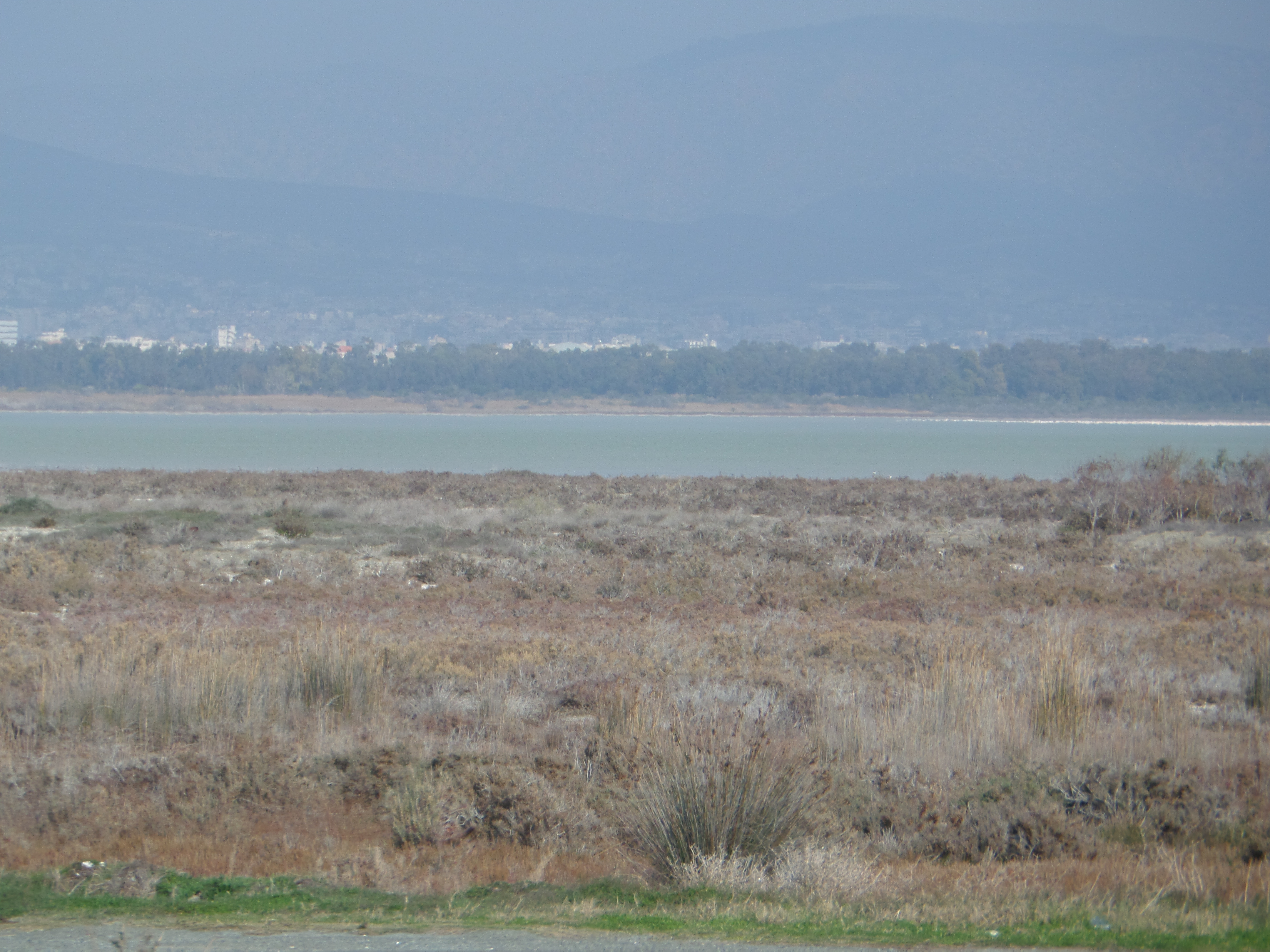
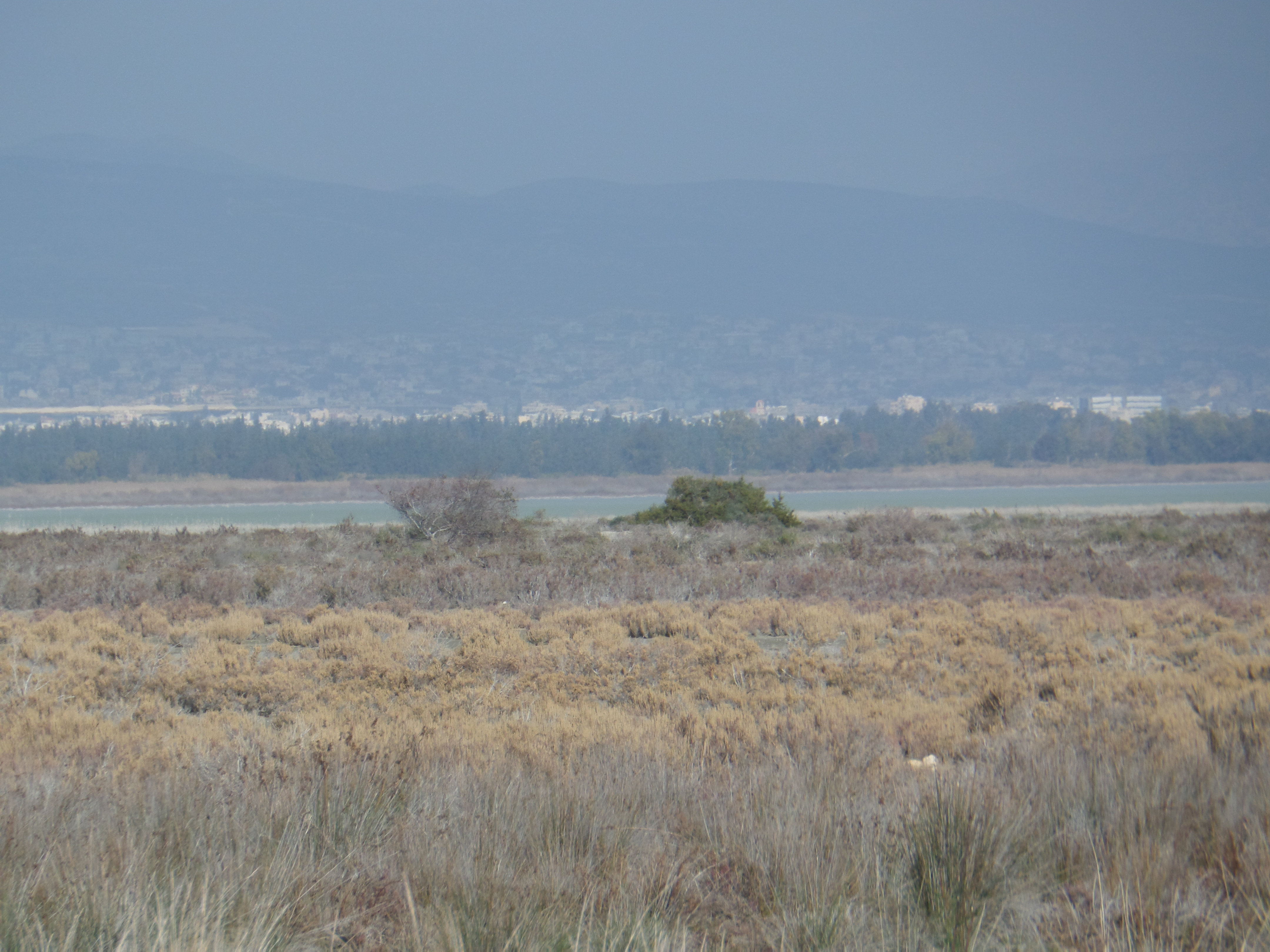
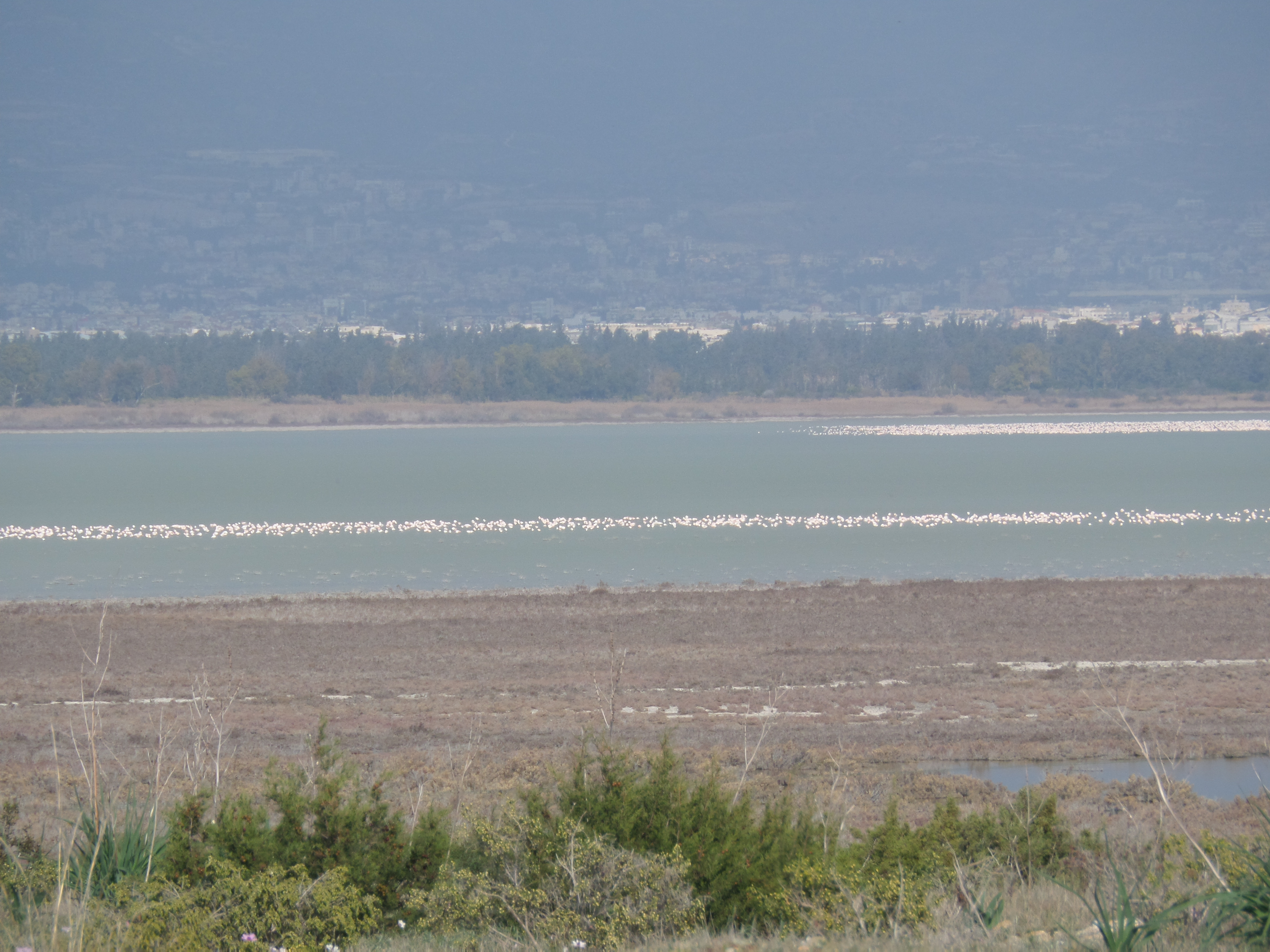
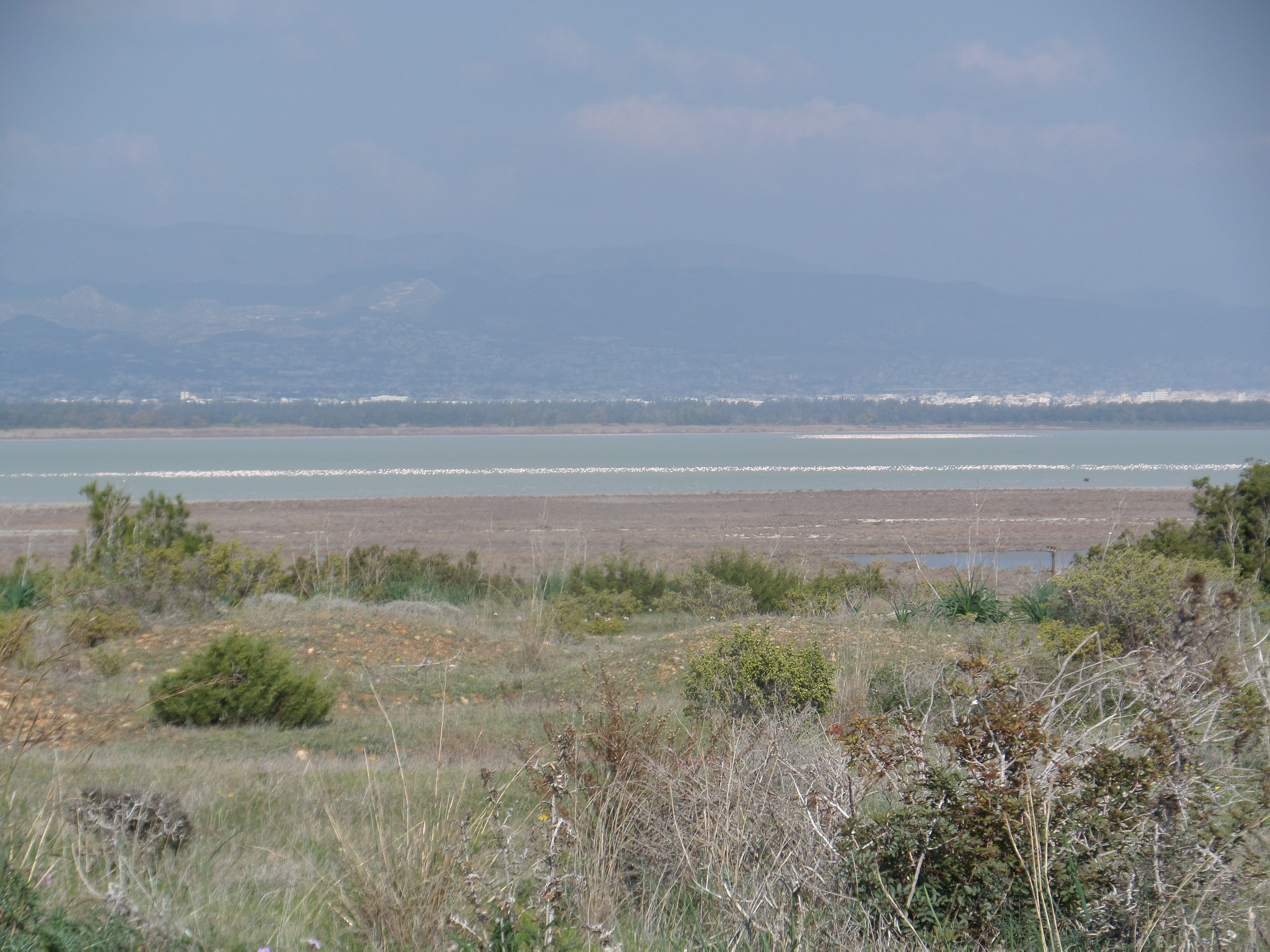
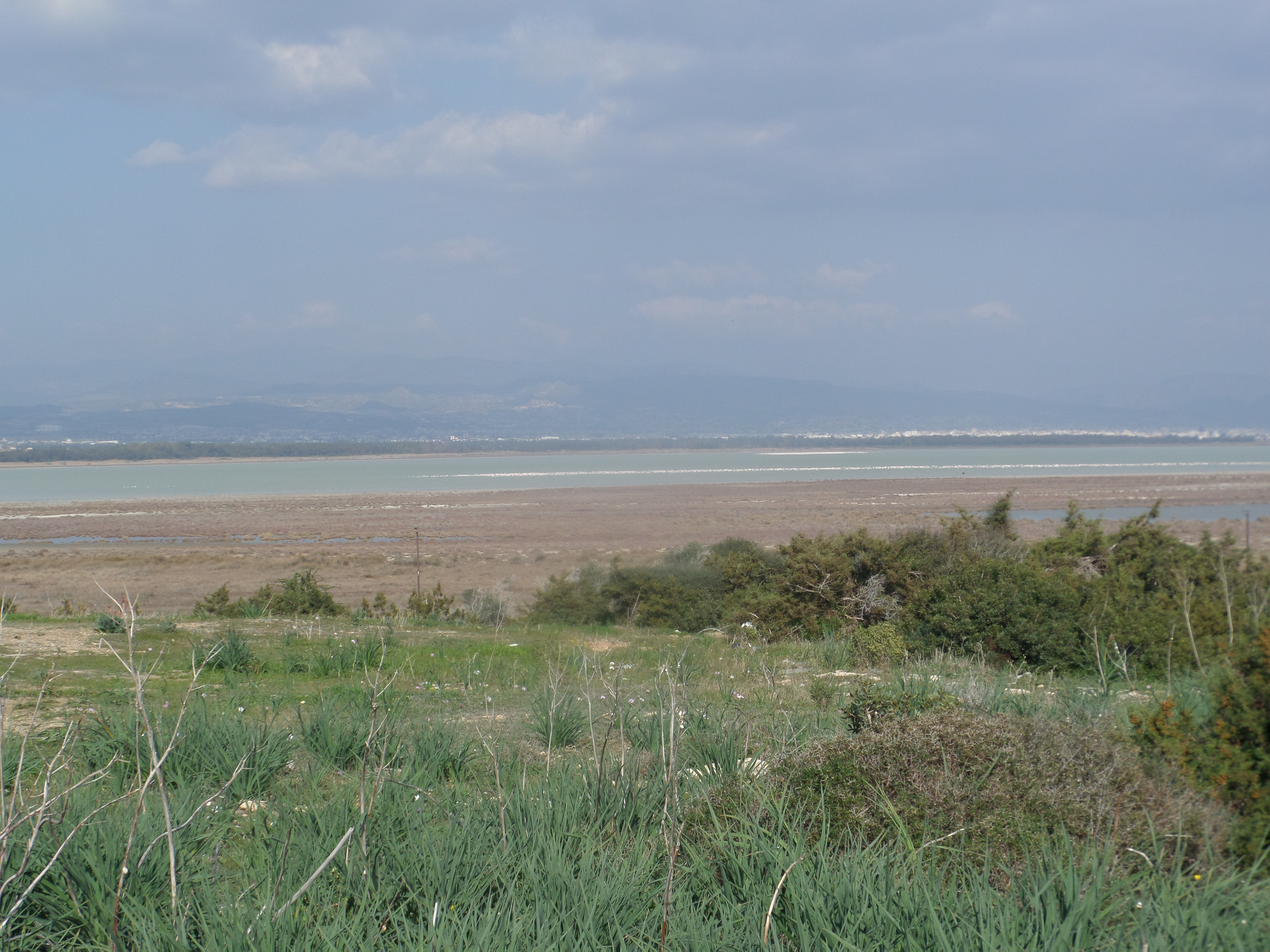
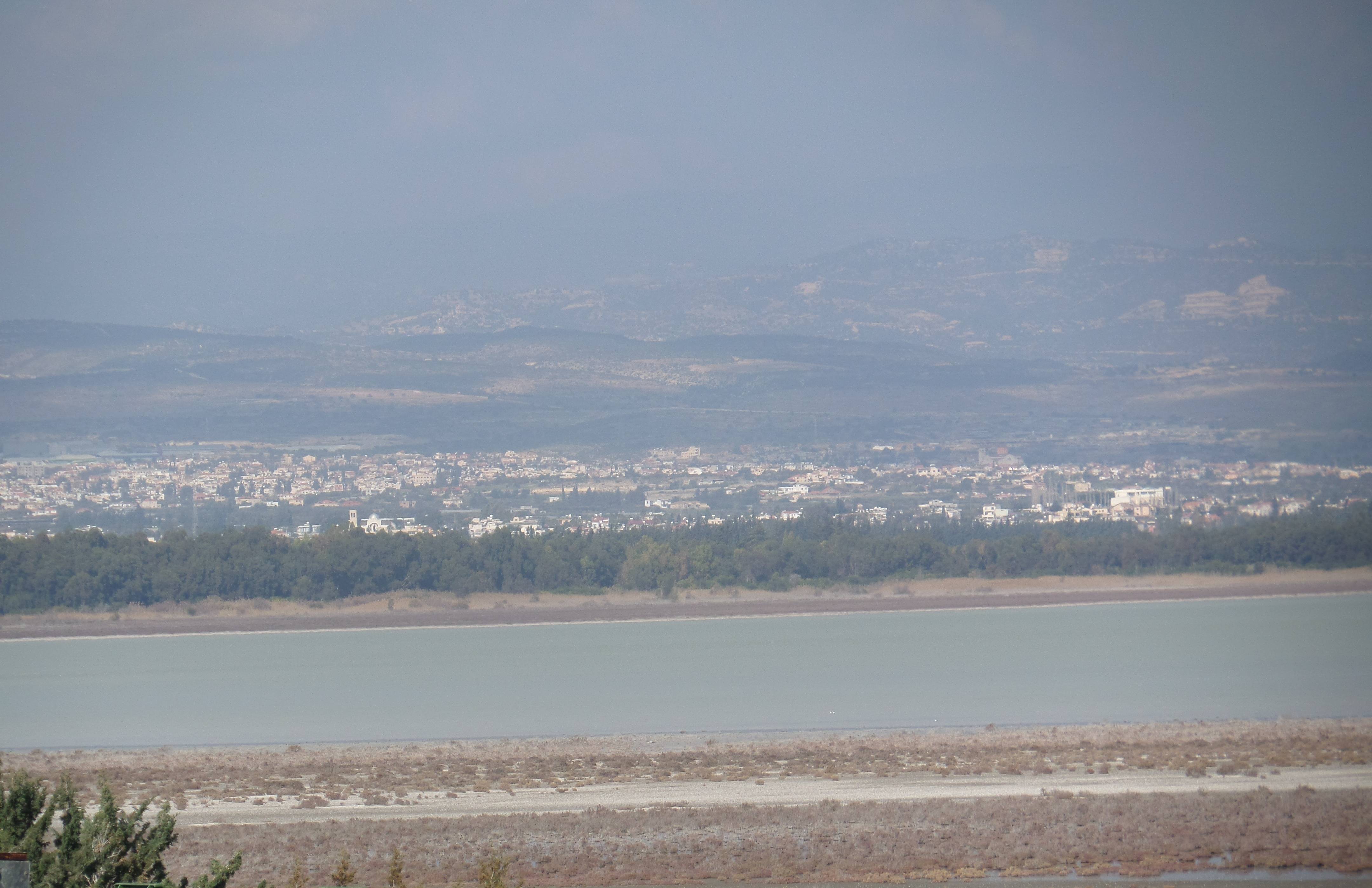
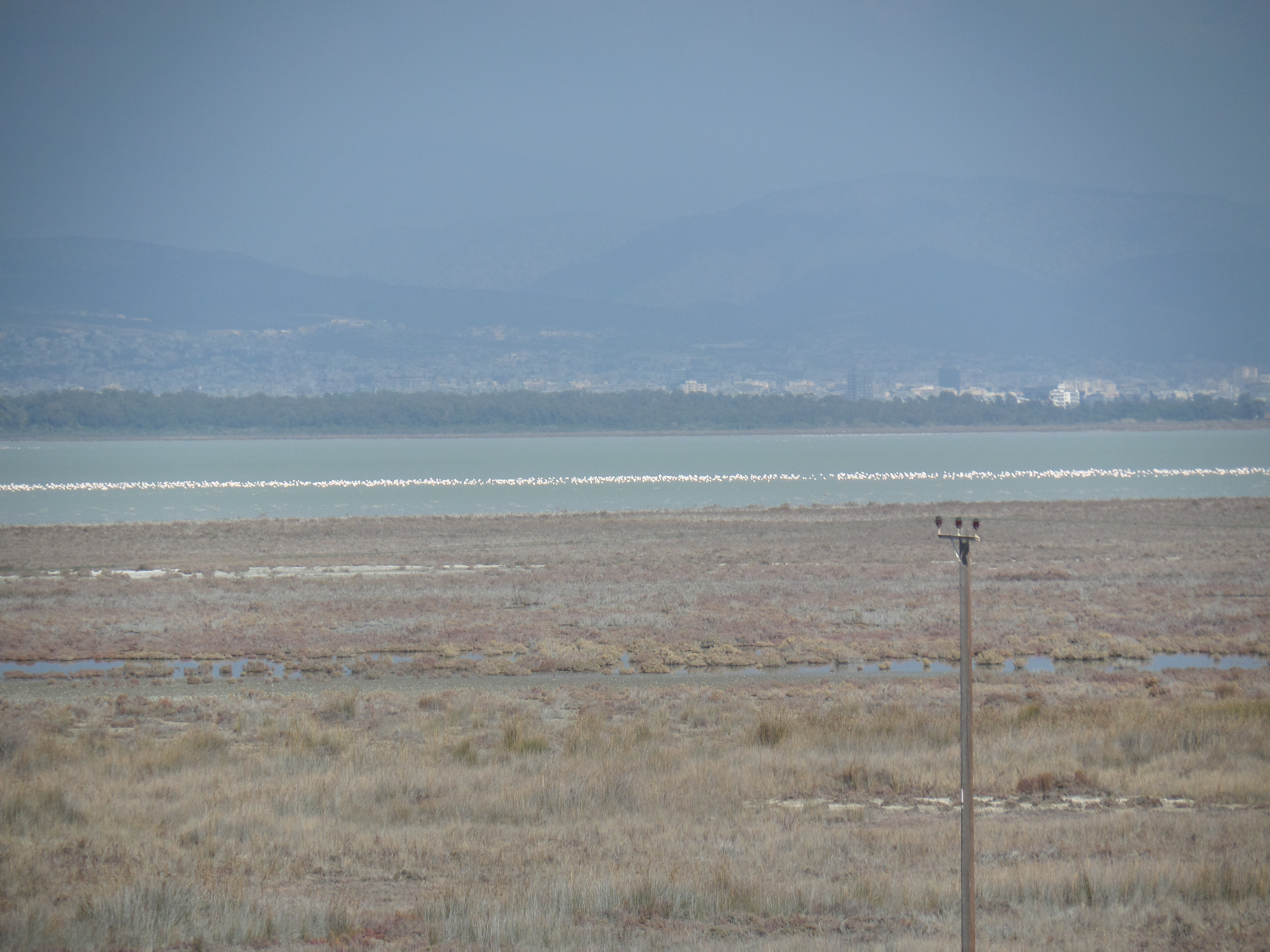
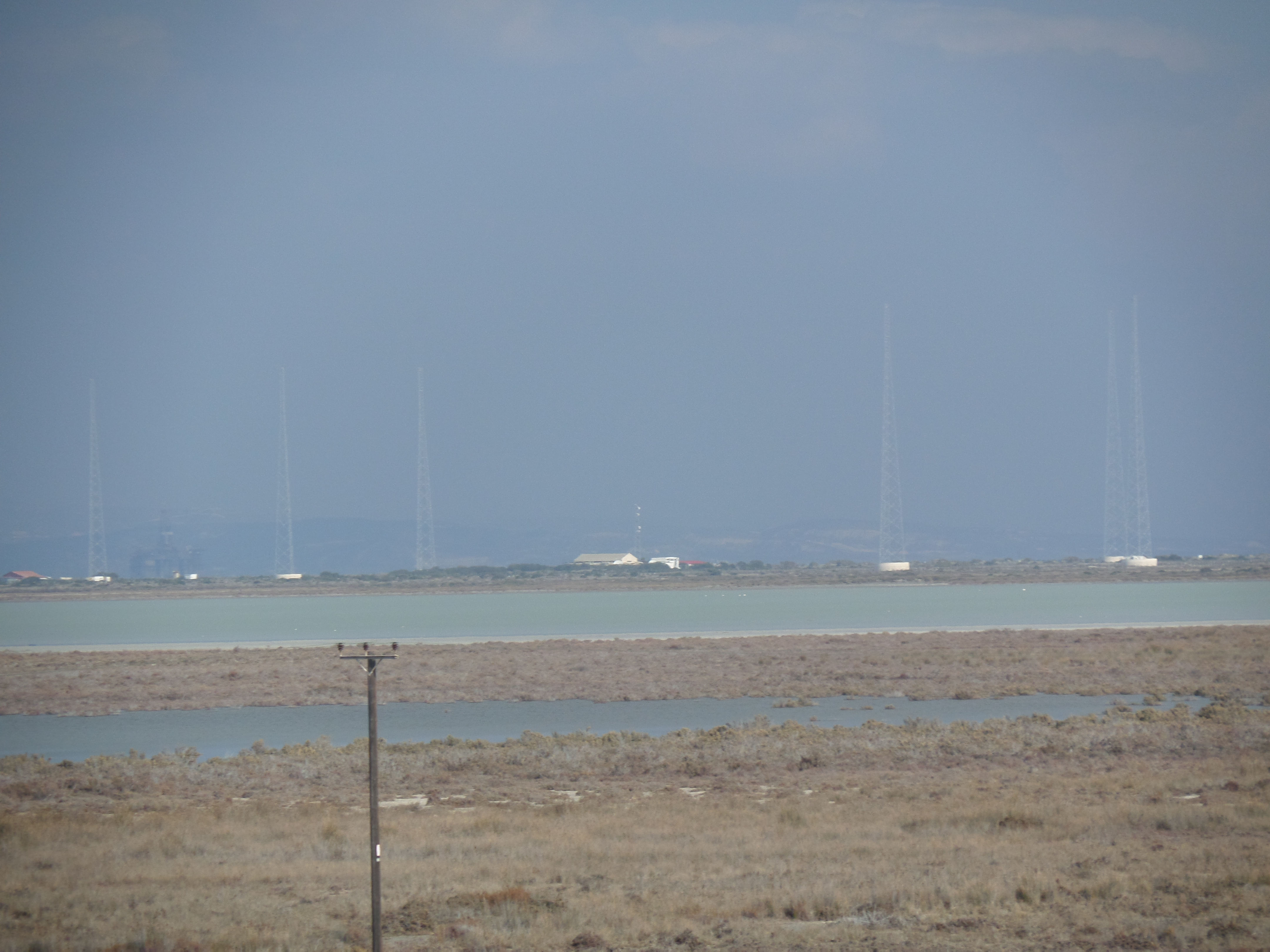
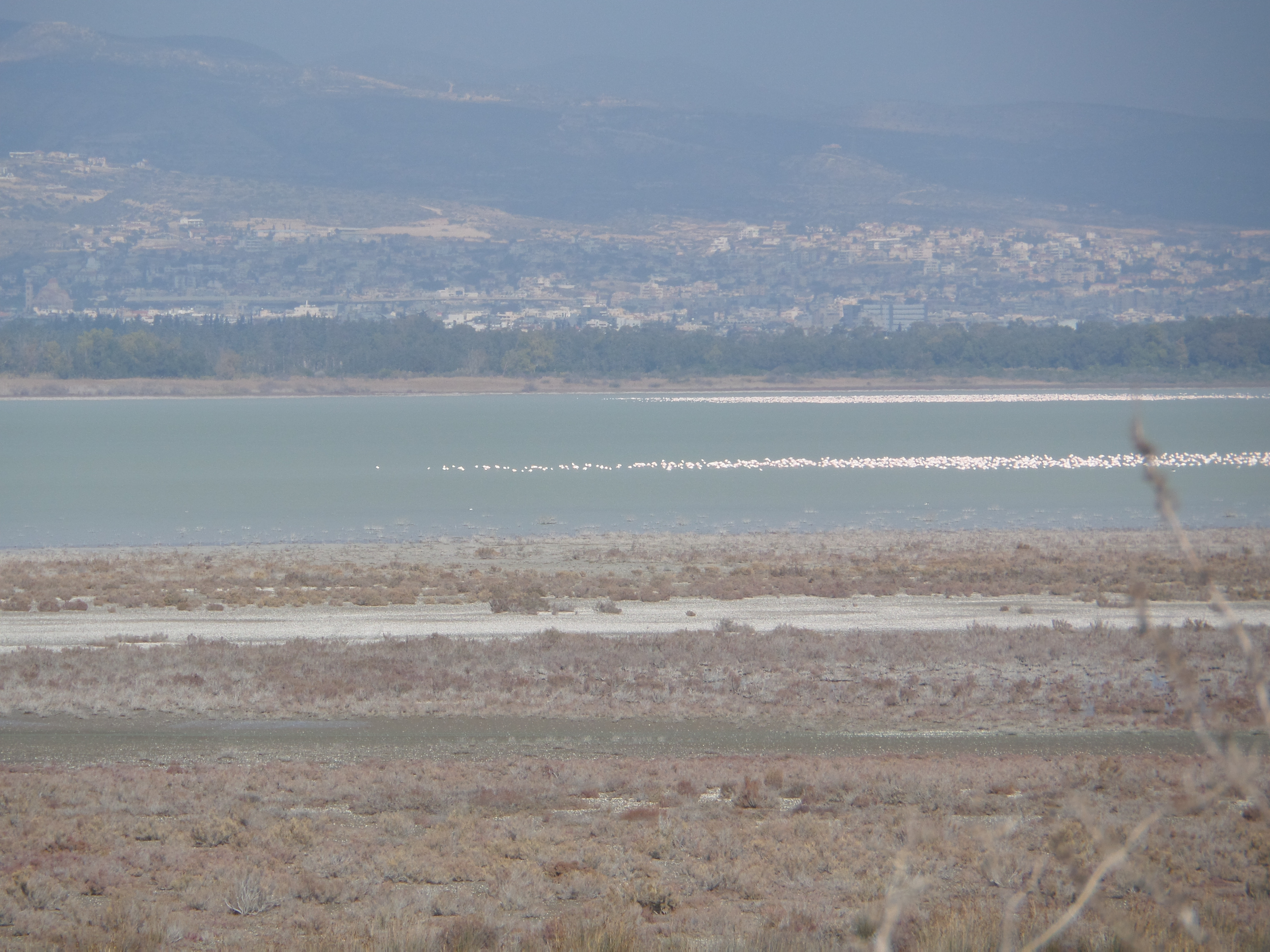
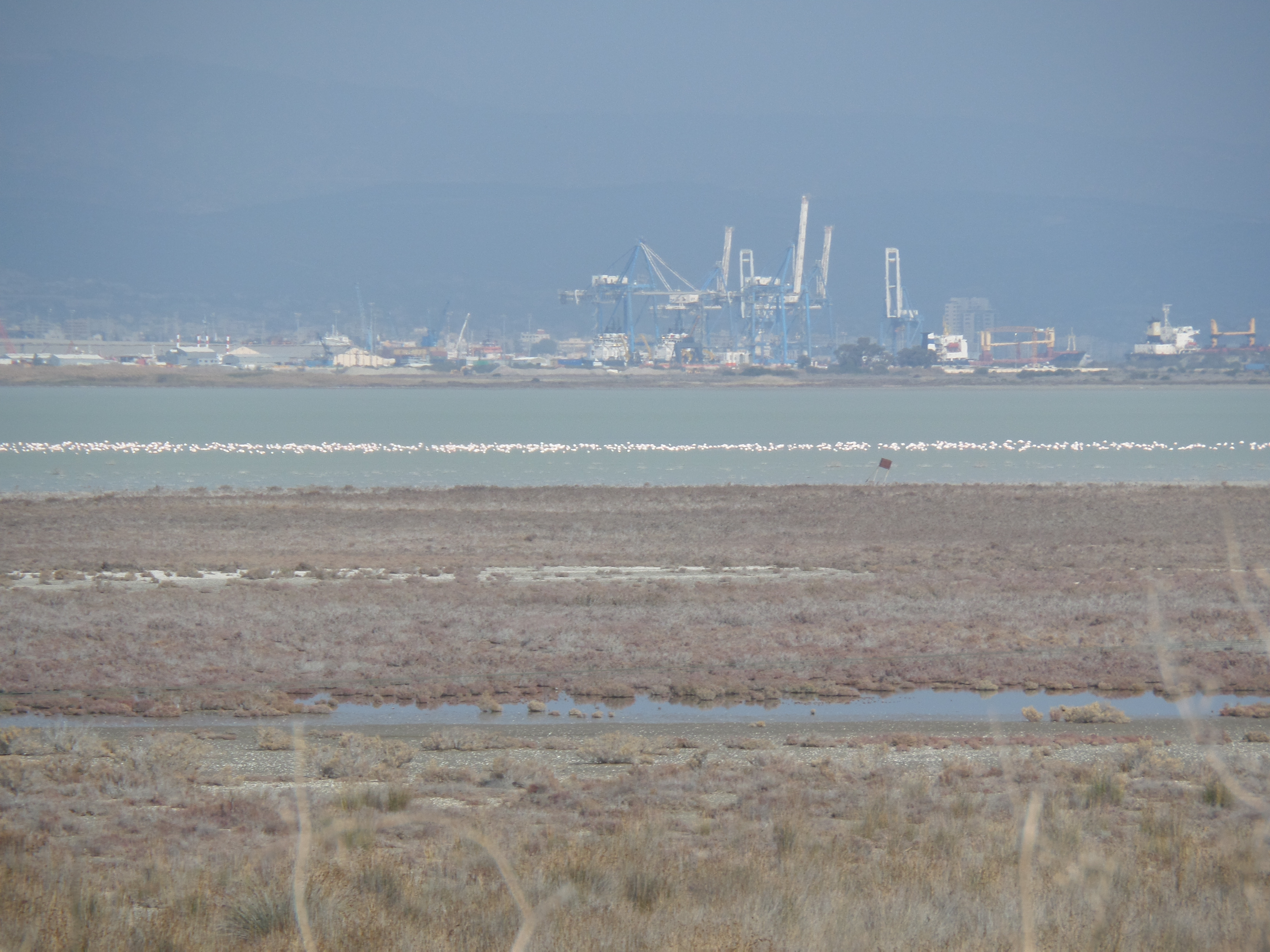
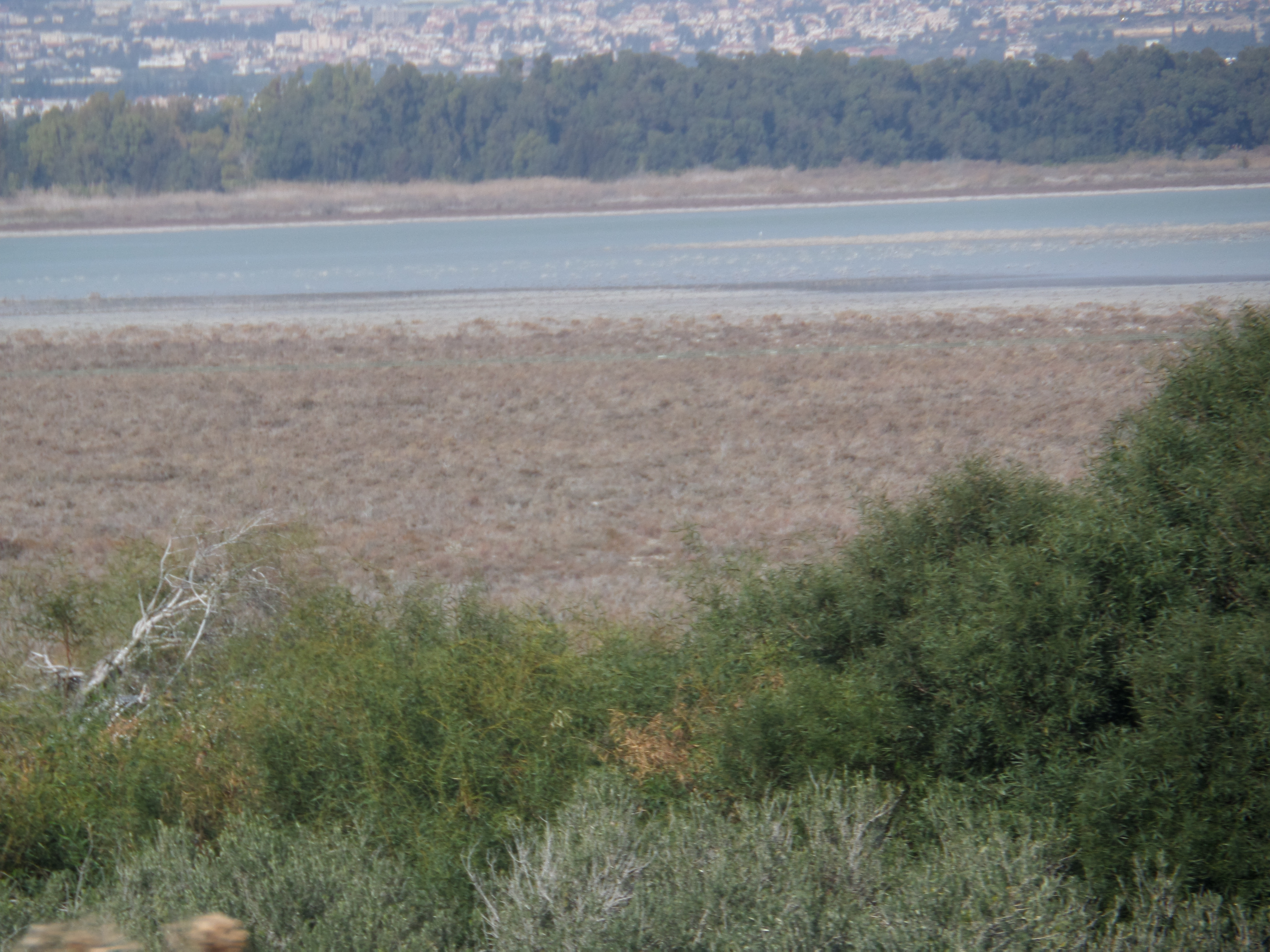
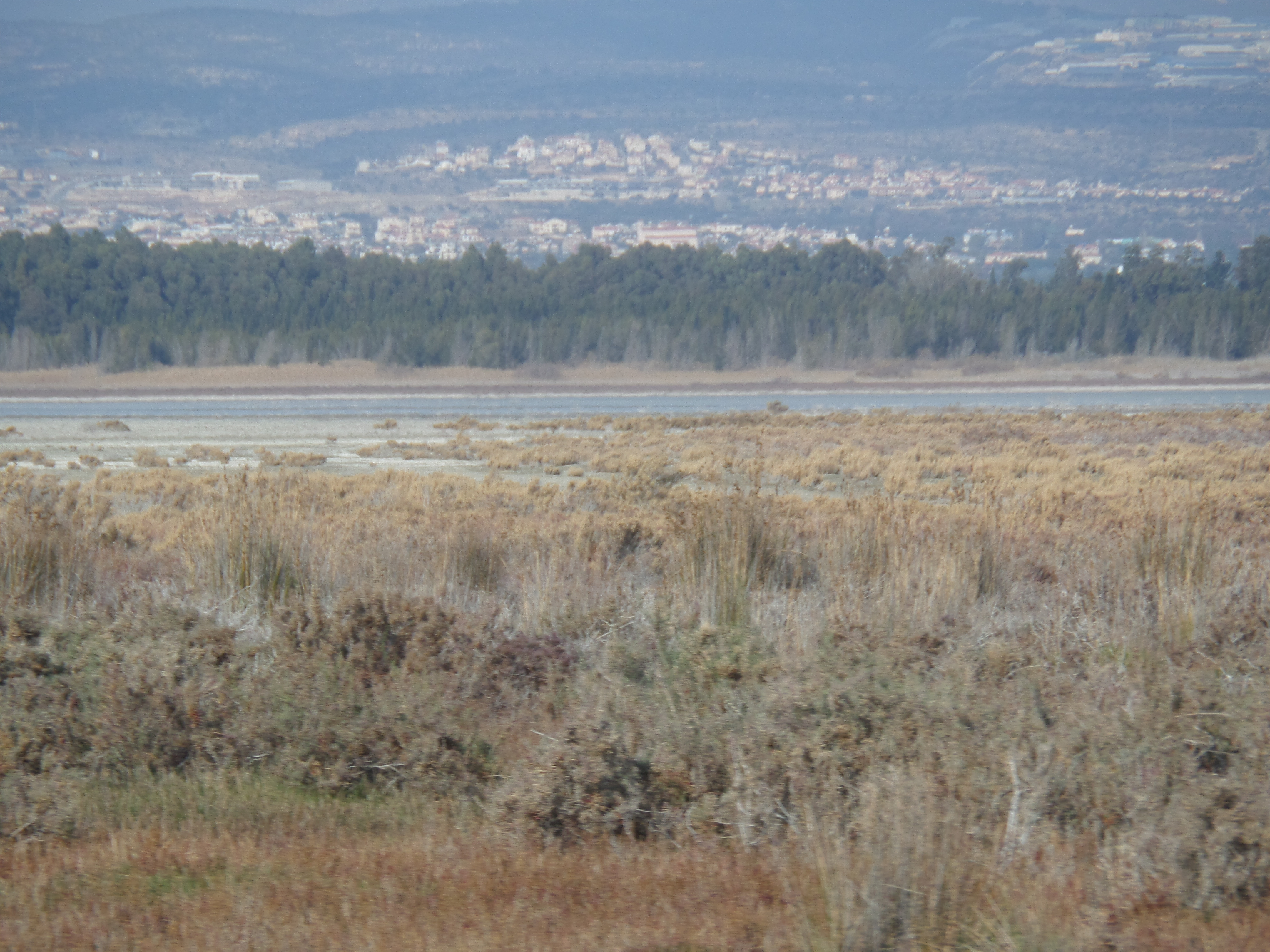